# Rendition - Detenzione illegale
Rendition - Detenzione illegale (Rendition) è un film thriller del 2007, prima pellicola statunitense del regista sudafricano Gavin Hood, già autore di Il suo nome è Tsotsi. Il film è incentrato sulla extraordinary rendition, una controversa pratica antiterrorismo della CIA, ed è ispirato alla vera storia di Khalid El-Masri tedesco-libanese che venne detenuto illegalmente dalla CIA a causa di uno scambio di persona con Khalid al-Masri.
Il film è uscito negli Stati Uniti il 17 ottobre 2007 e in Italia il 29 febbraio 2008.

## Trama
L'ingegnere egiziano Anwar el-Ibrahimi, accusato di terrorismo, è scomparso misteriosamente dopo un volo che dal Sudafrica doveva riportarlo a Washington. Isabella, la moglie incinta, si reca nella capitale per scoprire cos'è successo al marito, ma si trova di fronte al cinico calcolo dei politici disposti a sacrificare un innocente per la sicurezza di tutti gli altri. Nel frattempo, a Marrakesh, l'agente analista della CIA Douglas Freeman si ritrova costretto, suo malgrado, ad assistere alle torture inflitte al marito della donna dall'antiterrorismo egiziano, al servizio degli USA.
Infatti, è stata effettuata una extraordinary rendition (consegna straordinaria), una procedura poliziesca per la sicurezza che il governo degli Stati Uniti ha adottato dopo gli avvenimenti dell'11 settembre 2001 nei confronti di residenti stranieri in America, o in altre nazioni dei sospettati di terrorismo. La consegna straordinaria è quella che vede coinvolto Anwar el-Ibrahimi, cittadino egiziano da anni residente con Green Card in America e occupato nel settore dell'ingegneria chimica, rapito dopo il ritorno da un viaggio di affari e trasferito in gran segreto in Marocco, con l'accusa di avere relazioni con frange del fondamentalismo islamico terrorista, come dimostra un tabulato telefonico dove è rimasta traccia della chiamata al suo cellulare di un pericoloso integralista islamico. Ibrahimi viene torturato, anche con la tecnica dell'annegamento simulato, e maltrattato in modo disumano. Ad assistere agli interrogatori come osservatore viene chiamato Douglas Freeman, il quale è convinto che le torture portino gli innocenti a confessare qualunque cosa pur di evitarle. L'agente americano riuscirà ad ottenere un mandato di riconsegna alle autorità Usa per il prigioniero che, nonostante l'opposizione dei vertici della CIA, tra i quali Corrine Whitman, farà ritorno alla sua famiglia.
Mentre si svolgono questi avvenimenti, giunge a tragica conclusione la storia d'amore tra la figlia del capo dell'antiterrorismo egiziano e un giovane appartenente al jihād, autore con una cintura esplosiva dell'attentato nel quale muoiono entrambi.